# Enid Blyton
Vous lisez un « article de qualité » labellisé en 2015.
Enid Blyton [ˈiːnɪd ˈblaɪtən] est une romancière britannique née le 11 août 1897 à East Dulwich (Londres) et morte le 28 novembre 1968 à Hampstead (Londres).
Spécialisée dans la littérature d'enfance et de jeunesse, elle est surtout connue pour avoir créé les séries Oui-Oui (Noddy), Le Club des cinq (The Famous Five) et Le Clan des sept (The Secret Seven). Ses ouvrages, qui abordent un large éventail de thèmes et de genres — éducation, histoire naturelle, fantastique, histoires à suspense, récits bibliques — figurent parmi les meilleures ventes mondiales depuis les années 1930, avec plus de six cents millions d'exemplaires écoulés traduits dans près de 90 langues.
Son premier ouvrage, Murmures d'enfants (Child Whispers), recueil de poèmes de vingt-quatre pages, paraît en 1922. Dans le sillage du succès de ses premiers romans, dont Les Aventures du fauteuil magique (Adventures of the Wishing Chair, 1937) et La Forêt enchantée (The Enchanted Wood, 1939), elle réussit à bâtir un empire littéraire, produisant jusqu'à cinquante livres par an, en plus des nombreux articles publiés dans divers revues et journaux. L'ampleur de son œuvre et la vitesse avec laquelle elle est réalisée donnent lieu à des rumeurs selon lesquelles elle emploierait une armée de « prête-plume », accusation qu'elle dément catégoriquement à plusieurs reprises.
À partir des années 1950, l’œuvre d'Enid Blyton suscite une controverse grandissante chez les critiques littéraires, les enseignants et les parents. Elle est décriée pour son simplisme et en raison des thèmes qu'elle aborde, notamment dans la série Oui-Oui. Certaines bibliothèques et écoles interdisent ses œuvres et la BBC refuse de les diffuser des années 1930 aux années 1950 pour manque de valeur littéraire. D’autres reprocheront également à ses livres, au XXIe siècle, d'être élitistes, sexistes, racistes, xénophobes et à contre-courant de la libéralisation de la société britannique de l'après-guerre, mais ses ouvrages n'en demeurent pas moins des best-sellers jusqu’à sa mort en 1968. Ils ont également fait l'objet de plusieurs adaptations pour le théâtre, le cinéma et la télévision.

## Biographie

### Jeunesse et éducation
Enid Mary Blyton naît le 11 août 1897 à East Dulwich, dans le Grand Londres. Elle est l'aînée des trois enfants de Thomas Carey Blyton (1870–1920), représentant d'une fabrique de couteaux, et de sa femme Theresa Mary, née Harrison (1874–1950). Les frères cadets d'Enid, Hanly (1899–1983) et Carey (1902–1976), naissent après le déménagement de la famille dans une villa mitoyenne (semi-detached) située à Beckenham, qui est à l'époque un village du Kent. Quelques mois après sa naissance, Enid souffre d'une sévère coqueluche qui met sa vie en danger, mais elle est soignée et guérie par son père qu'elle adore. Ce dernier éveille son intérêt pour la nature. Elle écrira dans son autobiographie : « mon père […] adorait les fleurs et les oiseaux et les animaux sauvages, et en savait plus sur eux que tous ceux que j'aie jamais connus, ». Il lui transmet également son intérêt pour le jardinage, l'art, la musique, la littérature et le théâtre, et va fréquemment se promener avec elle dans la campagne, ce qui suscite la réprobation de la mère d'Enid, laquelle ne manifeste que peu d'intérêt pour les activités de sa fille. Enid se trouve désemparée lorsque son père quitte le foyer familial peu après son treizième anniversaire pour aller vivre avec une autre femme. Ses relations avec sa mère sont détestables et elle n'assistera aux funérailles d'aucun de ses parents.
De 1907 à 1915, Enid Blyton fréquente le lycée privé St Christopher's School de Beckenham. Elle y apprécie les activités sportives et devient championne de tennis de l'école et capitaine d'équipe de crosse. Elle ne trouve pas toutes les matières scolaires à son goût mais excelle dans l'art de l'écriture et participe en 1911 à un concours de poésie pour enfants organisé par Arthur Mee. Ce dernier lui propose d'imprimer ses vers et l'encourage à écrire davantage. Si sa mère considère les efforts qu'elle consacre à l'écriture comme une « perte de temps et d'argent », Mabel Attenborough, tante d'une de ses camarades de classe, l'encourage à persévérer.

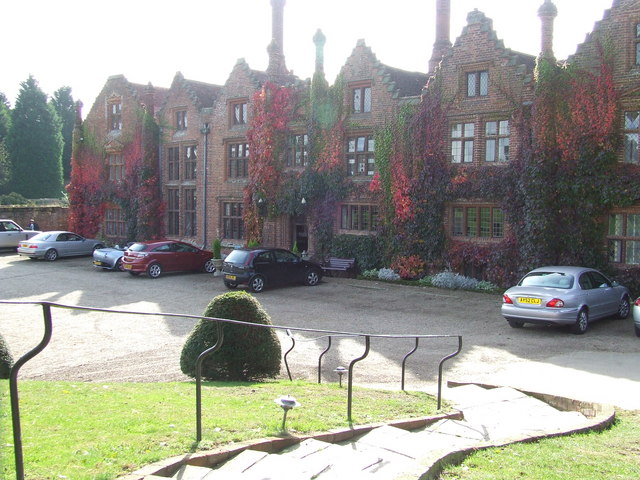
Le manoir Hall, situé à Woodbridge, dans le Suffolk, avec sa pièce hantée, son passage secret et ses vastes jardins, a servi de source d'inspiration à Enid Blyton.

Son père lui apprend à jouer du piano et la croit bientôt capable de suivre les pas de sa sœur en devenant musicienne professionnelle. Elle envisage de s'inscrire à la Guildhall School of Music. Malgré tout, elle décide que le métier d'écrivain lui convient mieux. Elle exerce la fonction de présidente des élèves (head girl) pendant les deux dernières années de sa scolarité qui s'achève en 1915. Cette même année, elle quitte le domicile familial pour vivre avec son amie Mary Attenborough[Information douteuse], avant d'emménager avec George et Emily Hunt dans le manoir de Seckford Hall, près de Woodbridge (Suffolk). Seckford Hall, avec sa pièce réputée hantée et son passage secret, lui servira de source d'inspiration durant sa future carrière. C'est dans l'église congrégationaliste de Woodbridge qu'elle rencontre Ida Hunt, qui enseigne à la Ipswich High School et l'invite à s'installer dans sa ferme près de Woodbridge[réf. nécessaire] tout en lui conseillant d'apprendre le métier d'enseignante. Présentée aux enfants de l'école maternelle locale, elle se rend compte de son affinité naturelle avec eux et s'inscrit en septembre 1916 à une formation dispensée par la National Froebel Union dont les cours se tiennent dans l'école même qu'elle fréquente,. À cette époque, elle a quasiment rompu tout contact avec sa famille.
Ses manuscrits ont été refusés à de nombreuses reprises, ce qui n'a fait que renforcer sa détermination à réussir : « c'est en partie cette lutte qui vous aide tellement, qui vous donne la détermination, le caractère, l'autonomie – toutes les choses qui aident dans n'importe quelle profession ou métier, et très certainement dans celui d'écrivain ». En mars 1916, ses premiers poèmes sont publiés dans Nash's Magazine. Elle termine sa formation en décembre 1918 et obtient le mois suivant un poste à la Bickley Park School, petit établissement indépendant pour garçons situé à Bickley, dans le Kent. Deux mois plus tard, elle reçoit un certificat d'enseignante avec mentions spéciales en zoologie et dans les « principes de l'éducation », mention très bien en botanique, géographie, pratiques et histoire de l'éducation, hygiène infantile et enseignement, et mention bien en littérature et mathématiques élémentaires. En 1920, elle s'installe dans la résidence Southernhay, située sur la Hook Road à Surbiton, en tant que gouvernante des quatre enfants de l'architecte Horace Thompson et de sa femme Gertrude, chez qui elle passe quatre années heureuses. Le désert scolaire des environs l'incite à prendre en charge les enfants du voisinage et c'est ainsi que se constitue dans la maison une véritable petite école
privée.

### Début de carrière littéraire

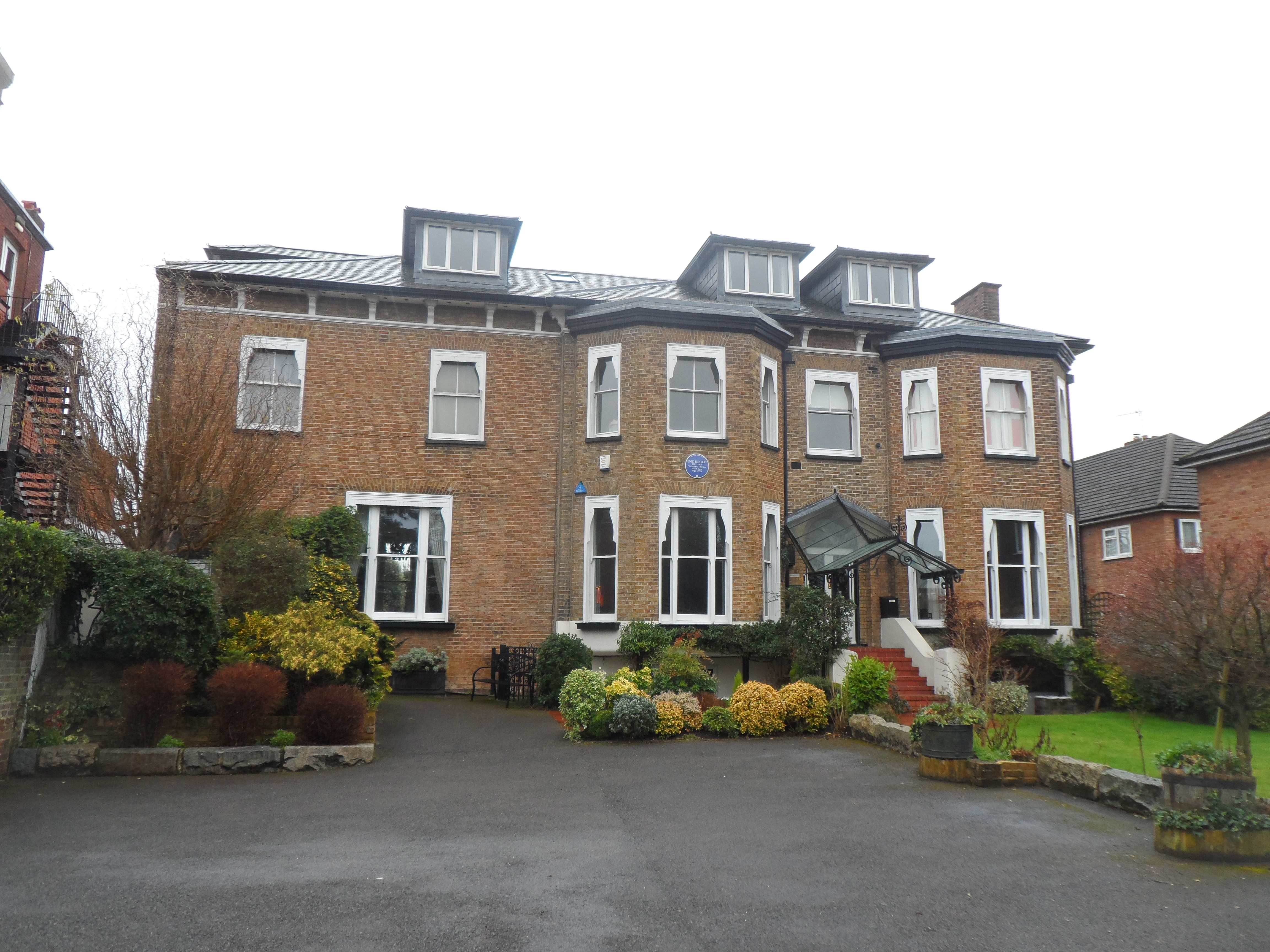
Demeure d'Enid Blyton de 1920 à 1924, située à Chessington.

En 1920, Enid Blyton déménage à Chessington et commence à écrire pendant son temps libre. L'année suivante elle remporte le concours de rédaction du Saturday Westminster Review avec un essai intitulé « De l'erreur répandue selon laquelle tout est pur aux yeux des personnes pures » (« On the Popular Fallacy that to the Pure All Things are Pure »). Des publications telles que The Londoner, Home Weekly et The Bystander commencent à manifester leur intérêt pour ses nouvelles et ses poèmes.
Son premier livre, Child Whispers (Murmures d'enfants), recueil de poèmes de vingt-quatre pages, est publié en 1922. Il est illustré par une de ses anciennes camarades de classe, Phyllis Chase, qui participe à plusieurs de ses premières créations. La même année, Enid Blyton commence à écrire pour des périodiques annuels édités par Cassell et George Newnes. C'est dans la revue Teachers' World qu'est publié son premier texte, Peronei and his Pot of Glue (« Peronei et son pot de colle »). La parution en 1923 de ses poèmes, aux côtés de ceux de Rudyard Kipling, Walter de la Mare et G. K. Chesterton, dans un numéro spécial de Teachers' World donne une impulsion à sa carrière. Ses écrits didactiques sur l'éducation exercent une certaine influence dans les années 1920 et 1930 ; parmi eux, les plus importants sont The Teacher's Treasury (1926), en trois volumes, Modern Teaching (1928), en six volumes, Pictorial Knowledge (1930), en dix volumes, et Modern Teaching in the Infant School (1932), en quatre volumes.
En juillet 1923, elle publie Real Fairies, recueil composé de trente-trois poèmes originaux, à l'exception de « Pretending », déjà paru dans Punch magazine. L'année suivante, elle fait paraître The Enid Blyton Book of Fairies, illustré par Horace J. Knowles, suivi en 1926 du Book of Brownies. Plusieurs recueils de pièces de théâtre datent de 1927, dont A Book of Little Plays et The Play's the Thing, agrémentés d'illustrations d'Alfred Bestall.

### Contributions à des journaux et magazines

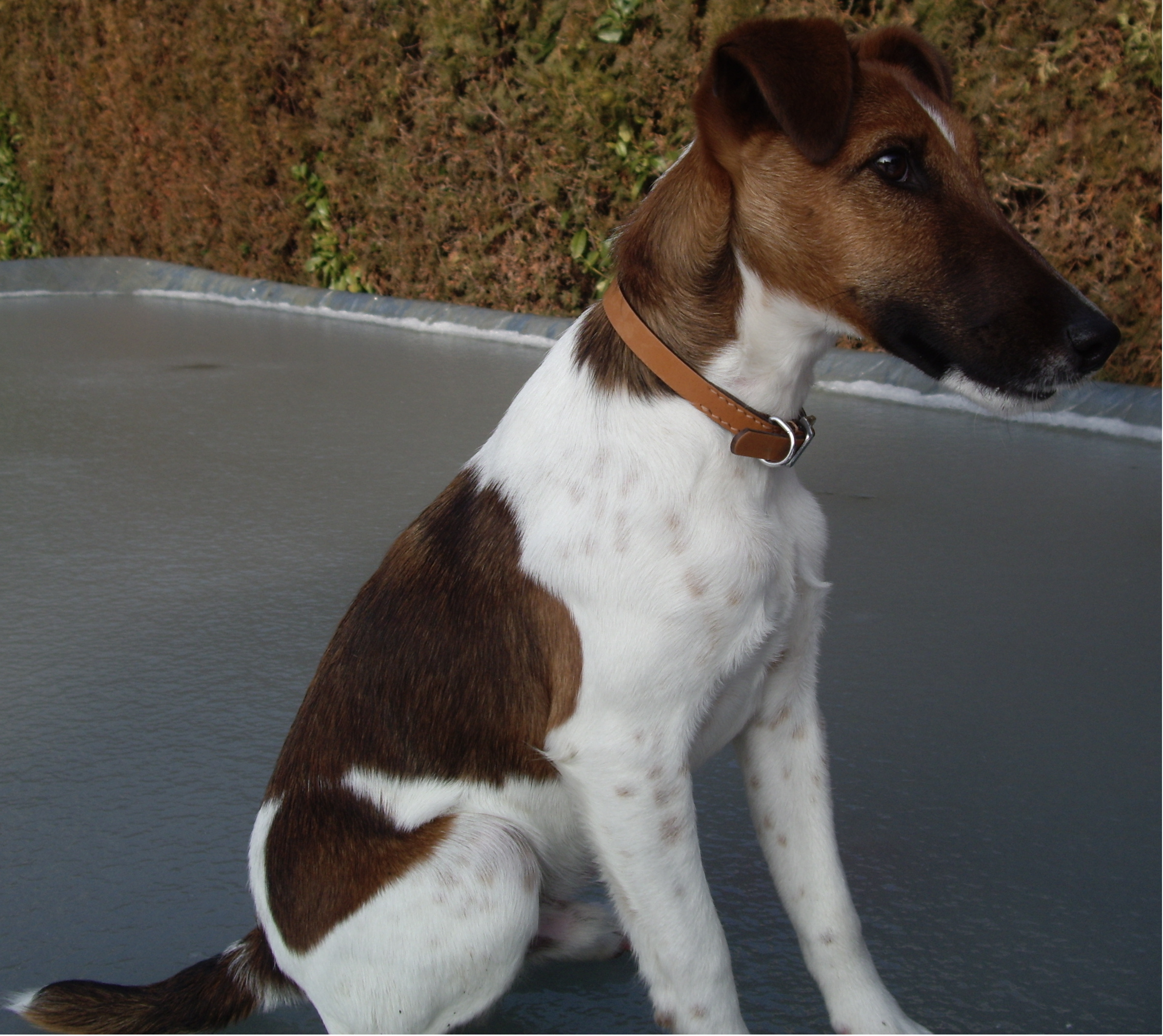
Enid Blyton a publié dans en des lettres signées de son fox-terrier.

Enid Blyton assied sa réputation d'écrivain pour enfants en 1926 en devenant rédactrice en chef de Sunny Stories, un magazine qui contient généralement des réécritures de légendes, de mythes, d'histoires ainsi que d'autres textes pour enfants. La même année, elle se voit confier sa propre chronique dans Teachers' World, intitulée « From my Window » (« De ma fenêtre »). Trois ans plus tard elle commence à contribuer à ce magazine à raison d'une page hebdomadaire, dans laquelle elle présente des lettres signées de son fox-terrier Bobs. Ces dernières deviennent si populaires qu'en 1933, elles sont réunies en un recueil intitulé Letters from Bobs, qui se vend à dix-mille exemplaires dès la première semaine. Sa chronique la plus populaire s'intitule « Round the Year with Enid Blyton », et compte en tout quarante-huit articles abordant des aspects de l'histoire naturelle tels que le temps, la faune et la flore des étangs, ou encore les méthodes pour cultiver un jardin d'école et fabriquer une mangeoire pour les oiseaux. Parmi ses autres projets en rapport avec la nature figure sa chronique mensuelle « Country Letter » qui paraît pour la première fois dans le magazine The Nature Lover en 1935.
En janvier 1937, Sunny Stories devient Enid Blyton's Sunny Stories, et sert de tremplin à la publication en série des livres de l'auteur. Y est publié le premier récit de la série Naughty Amelia Jane, anti-héroïne inspirée d'une poupée appartenant à la fille d'Enid, Gillian Baverstock. Blyton met fin à ses contributions en 1952, et sa publication cesse l'année suivante, peu avant l'apparition du nouveau bimensuel Enid Blyton Magazine, entièrement de sa main. Le premier numéro paraît le 18 mars 1953, et le magazine durera jusqu'en septembre 1959.

### Succès commercial

#### Nouvelles séries (1934–1948)

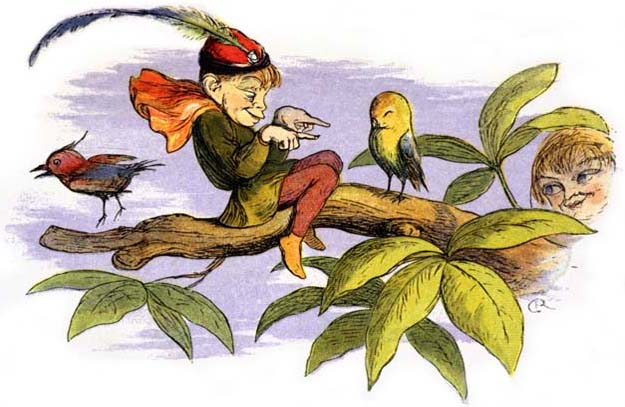
Enid Blyton a écrit la Forêt enchantée où elle met en scène des elfes, parmi d'autres personnages inspirés de la mythologie nordique.

Dans les années 1930, Enid Blyton se découvre une nouvelle source d'inspiration dans divers mythes et légendes, certains appartenant à la mythologie gréco-romaine, d'autres au patrimoine culturel britannique. Ainsi, elle publie en 1930 The Knights of the Round Table (Les Chevaliers de la Table ronde), Tales of Ancient Greece (Contes de la Grèce antique) et Tales of Robin Hood (Contes de Robin des Bois). Dans Tales of Ancient Greece, elle présente seize mythes grecs célèbres, mais utilise le nom latin des divinités et invente des conversations entre les personnages. S'ensuit la publication de The Adventures of Odysseus (Les Aventures d'Ulysse), Tales of the Ancient Greeks and Persians (Contes des anciens Grecs et Perses) et Tales of the Romans (Contes des Romains) en 1934.
Le premier des vingt-huit livres composant la série Old Thatch series, intitulé The Talking Teapot and Other Tales, est publié en 1934, la même année que Brer Rabbit Retold, qui inaugure la série des Jojo Lapin. Les Aventures du fauteuil magique (Adventures of the Wishing Chair), son premier feuilleton et livre complet, paraît en 1937. La Forêt enchantée (The Enchanted Wood), premier livre de la série The Faraway Tree et publié en 1939, met en scène un arbre magique inspiré de la mythologie nordique, qui passionnait Enid Blyton dans son enfance. Sa fille, Gillian Baverstock, décrit en ces termes la naissance de cette série : « un jour, alors qu'elle est en train d'inventer une histoire, elle se retrouve soudain à marcher dans le bois enchanté et elle découvre l'arbre. Dans son imagination, elle grimpe à travers les branches et rencontre Rond de Lune, la fée Soyeuse, le Bonhomme Casseroles et les autres personnages. Elle a tout ce qu'il lui faut. » Comme c'est le cas dans la série des Fauteuils magiques, ces livres fantastiques mettent souvent en scène des enfants transportés dans un monde imaginaire où ils rencontrent fées, gobelins, elfes, pixies et autres créatures légendaires.
Son premier roman d'aventure en forme longue, Le Secret de l’île verte, est publié en 1938. Décrit par The Glasgow Herald comme « une aventure dans le style Robinson Crusoé qui se déroule sur une île située dans un lac anglais », Le Secret de l'île verte, qui fait partie des préférés de Gillian Baverstock, donne naissance à la série des 4 Arnaud,. L'année suivante, elle publie le premier livre de la série Cirque Galliano, et amorce la série Amelia Jane avec Naughty Amelia Jane! D'après Gillian Baverstock, le personnage principal est inspiré d'une grande poupée cousue main que sa mère lui a offerte pour son troisième anniversaire.
Durant la guerre de 1939-45, Enid Blyton devient un auteur prolifique. Son succès est renforcé par un « marketing, une publicité et un branding largement en avance sur leur temps ». En 1940, elle publie deux livres – Three Boys and a Circus et Children of Kidillin – sous le pseudonyme de Mary Pollock (son deuxième prénom suivi de son nom d'épouse), en plus des onze qu'elle fait paraître sous son vrai nom la même année. Ces volumes connaissent une telle popularité qu'un commentateur observe qu'« Enid Blyton ferait bien de ne pas se reposer sur ses lauriers ». Cependant, les lecteurs ne sont pas dupes et nombreux sont ceux qui déplorent le subterfuge auprès d'elle et de son éditeur. Les six livres sont finalement réédités sous le nom d'Enid Blyton – deux d'entre eux en 1940 et quatre en 1943. Toujours en 1940, elle publie son premier livre dont l'action se déroule dans un pensionnat : il s'agit de Betty la mauvaise tête, qui inaugure la série des Betty, consacrée aux aventures de l'espiègle Betty Allen, élève de l'école imaginaire Shelley. Le premier des six romans de la série Les Jumelles, intitulé Les Jumelles à Saint-Clair, paraît l'année suivante, mettant en scène les jumelles Patricia et Isabelle O'Sullivan.

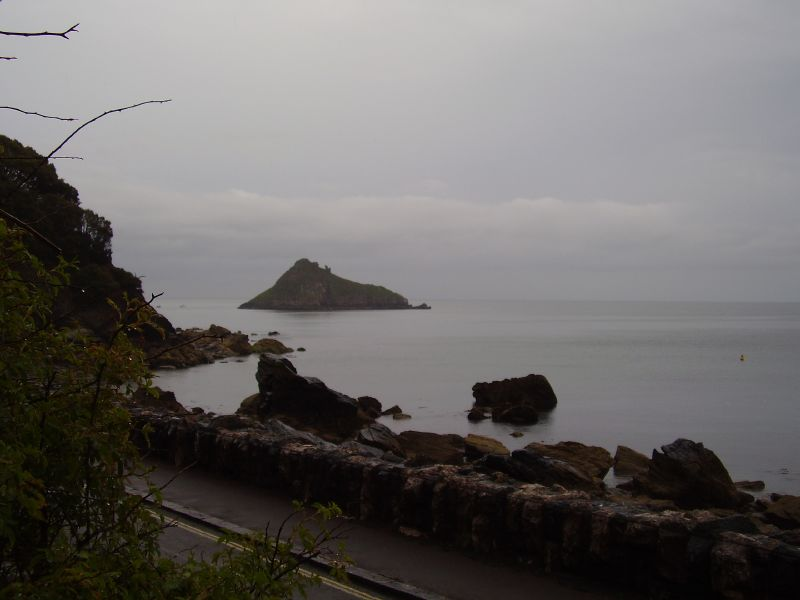
Île ressemblant selon certains à Kirrin Island (île de Kernach), une île des romans du Club des cinq.

En 1942, sort le premier livre de la série Félicie la souris (Mary Mouse), Mary Mouse and the Dolls' House, racontant l'histoire d'une souris qui, exilée de son trou, devient domestique dans une maison de poupées. Vingt-trois ouvrages suivront entre 1942 et 1964 et dix-mille exemplaires sont vendus au cours de la seule année 1942. La même année, elle publie le premier roman de la série Le Club des cinq, Le Club des cinq et le Trésor de l'île, illustré par Eileen Soper dans sa version originale. Sa popularité est telle que vingt-et-un livres sortent entre 1942 et 1963, et les personnages de Julian, Dick, Anne, George et Timmy le chien (respectivement François, Mick, Annie, Claude et Dagobert) deviennent des noms très connus en Grande-Bretagne. Matthew Grenby, auteur de Children's Literature, remarque que les Cinq s'emploient à « démasquer des bandits endurcis et à élucider des crimes d'une exceptionnelle gravité », bien que ces romans ne puissent guère être qualifiés de « thrillers noirs » selon lui. Enid Blyton s'inspire de sa propre personne pour créer le personnage de Claudine qu'elle décrit comme un garçon manqué « aux cheveux courts, couvert de taches de rousseur, vigoureux, et au nez retroussé », doté d'un caractère affirmé : elle est « courageuse et audacieuse, colérique et loyale ».
Enid Blyton s'intéresse également aux récits bibliques, et réécrit des épisodes de l'Ancien et du Nouveau Testament. The Land of Far-Beyond (1942) est une parabole chrétienne proche du Voyage du pèlerin (The Pilgrim's Progress) de John Bunyan (1698), avec des enfants contemporains comme personnages principaux. En 1943 elle publie The Children's Life of Christ, recueil de cinquante-neuf histoires courtes relatives à la vie de Jésus, dans lequel elle raconte à sa façon les épisodes célèbres de la Bible, de la Nativité à la Résurrection en passant par les Rois mages, le procès de Jésus et la crucifixion. Tales from the Bible est publié l'année suivante, suivi par The Boy with the Loaves and Fishes (L'Enfant aux pains et aux poissons) en 1948.
Le premier tome de la série Les Cinq Détectives, Les Cinq Détectives et le Pavillon rose, paraît en 1943, tout comme le deuxième de la série Faraway Tree, L’Arbre qui batifole, qui occupe la soixante-sixième position dans The Big Read, le classement établi par la BBC des livres préférés des Britanniques. Durant cette période, Enyd Blyton traite à plusieurs reprises le thème du bord de mer. John Jolly by the Sea (1943), livre d'images destiné aux plus jeunes lecteurs, est publié sous forme de livret par Evans Brothers ; paraissent aussi dans la même veine en 1943 Le Mystère des sept coffres (The Secret of Cliff Castle) et Le Mystère de la grotte aux sirènes (Smuggler Ben), les deux sous le nom de Mary Pollock, puis Arthur et Compagnie et l'Île aux mouettes, premier des huit livres de l'ensemble Arthur et Compagnie qui débute en 1944, ainsi que divers titres de la série Le Club des cinq comme Le Club des cinq et le Trésor de l'île (1942), Le club des cinq joue et gagne (1947) et Le Club des cinq au bord de la mer (1953).
Forte de son succès et d'un lectorat fidèle et en constante augmentation, elle réédite chaque année un grand nombre de ses séries, telles que Le Club des cinq, Les Cinq Détectives et Les Jumelles, auxquelles s'ajoutent de nombreux autres romans, nouvelles et livres. En 1946, elle publie Les Filles de Malory School, premier roman de la série Malory School, qui comprend six titres centrés sur le personnage de l'écolière Dolly Rivers. Cette collection devient extrêmement populaire, en particulier chez les filles.

#### Pic de productivité (1949–1959)
Le premier livre de la série Barney Mysteries, titré Le Mystère du vieux manoir, est publié en 1949, de même que le premier des quinze romans qui constituent la série Le Clan des sept, Le Clan des sept et les Bonshommes de neige. Le clan est composé de Pierre, de sa sœur Jeannette, et de leurs amis Colin, Georges, Jacques, Pam et Babette, qui se retrouvent régulièrement dans une cabane de jardin pour discuter des événements étranges qui ont lieu dans les environs. Enid Blyton réécrit ces histoires en vue de leur adaptation en bandes dessinées, lesquelles paraissent dans Mickey Mouse Weekly en 1951, accompagnés d'illustrations de George Brook. L'auteur français Evelyne Lallemand continue la série dans les années 1970, produisant douze livres supplémentaires, dont neuf sont traduits en anglais par Anthea Bell entre 1983 et 1987.

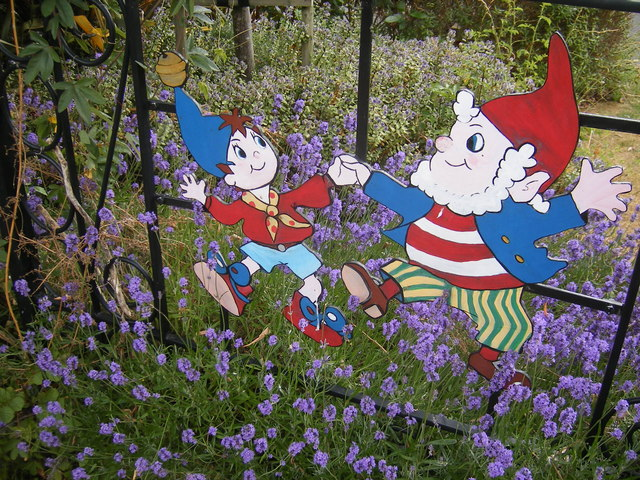
Oui-Oui et son ami Potiron, deux des personnages les plus connus d'Enid Blyton.

Le personnage de Oui-Oui, petit garçon de bois vivant au pays des jouets, fait sa première apparition dans le Sunday Graphic du 5 juin 1949. Oui-Oui au pays des jouets, qui inaugure une série d'au moins deux douzaines de livres, est publié en novembre de la même année. L'idée est venue de l'un des éditeurs d'Enid Blyton, Sampson, Low, Marston & Company, qui en 1949 organise une rencontre entre l'auteur et l'illustrateur néerlandais Harmsen van der Beek,. Bien que devant communiquer par l'intermédiaire d'un interprète, il parvient à fournir une première esquisse du pays des jouets et de ses personnages. Quatre jours après la rencontre, Enid Blyton envoie le texte des deux premières histoires de Oui-Oui à son éditeur, le priant de le transmettre à van der Beek. Oui-Oui, qui devient l'un de ses plus grands succès et l'une de ses séries les plus connues, jouit d'une immense popularité dans les années 1950. Une large gamme de sous-séries, de spin-offs et de bandes dessinées est produite au cours de la décennie, notamment Noddy's Library (La Bibliothèque de Oui-Oui), Noddy's Garage of Books (Le Garage à livres de Oui-Oui), Noddy's Castle of Books (Le Château de livres de Oui-Oui), Noddy's Toy Station of Books et Noddy's Shop of Books (Le Magasin de livres de Oui-Oui). La même année paraît aussi dans le journal londonien Evening Standard sa première bande dessinée.
En 1950, Enid Blyton crée l'entreprise Darrell Waters Ltd pour assurer la gestion de ses affaires. Au début des années 1950, elle atteint le sommet de sa productivité, écrivant souvent plus de cinquante livres en une seule année, et reste extrêmement prolifique durant une grande partie de la décennie. En 1955, elle aborde son quatorzième titre dans la série du Club des cinq (Enlèvement au club des cinq), son quinzième livre de la série Félicie la souris (Mary Mouse in Nursery Rhyme Land), son huitième titre de la série Arthur et Compagnie (Arthur et Compagnie sur la rivière noire), et son septième roman du Clan des sept (Le Clan des sept et l'Homme de paille). Elle achève en 1951 le sixième et dernier volume de la série Malory School, intitulé Adieu à Malory School.
Enid Blyton publie plusieurs livres mettant en scène le personnage de Scamp le terrier, tiré du roman The Adventures of Scamp, publié en 1943 sous le pseudonyme de Mary Pollock. Scamp Goes on Holiday, Scamp and Bimbo (1952), Scamp at School, Scamp and Caroline et Scamp Goes to the Zoo (1954) sont illustrés par Pierre Probst. Dans un numéro de TV Comic de juillet 1956, elle introduit aux côtés de Oui-Oui le personnage de Boum, élégant jouet batteur de tambour vêtu d'une redingote rouge vif avec un casque de la même couleur. La même année débute une nouvelle série inaugurée par Boum le petit tambour, illustré par R. Paul-Hoye, bientôt suivi de Boum, sa grosse caisse et son petit chien (1957), Boum et les Trois Voleurs, Boum et le Petit Ours (1958), Boum et le Clown, Boum et l'Arc-en-ciel (1959) et Boum dans la ville enchantée (1960). En 1958, Enid Blyton met ce personnage en scène dans deux albums, dont le premier est composé de vingt courtes histoires, de poèmes et de bandes dessinées.

#### Dernières œuvres

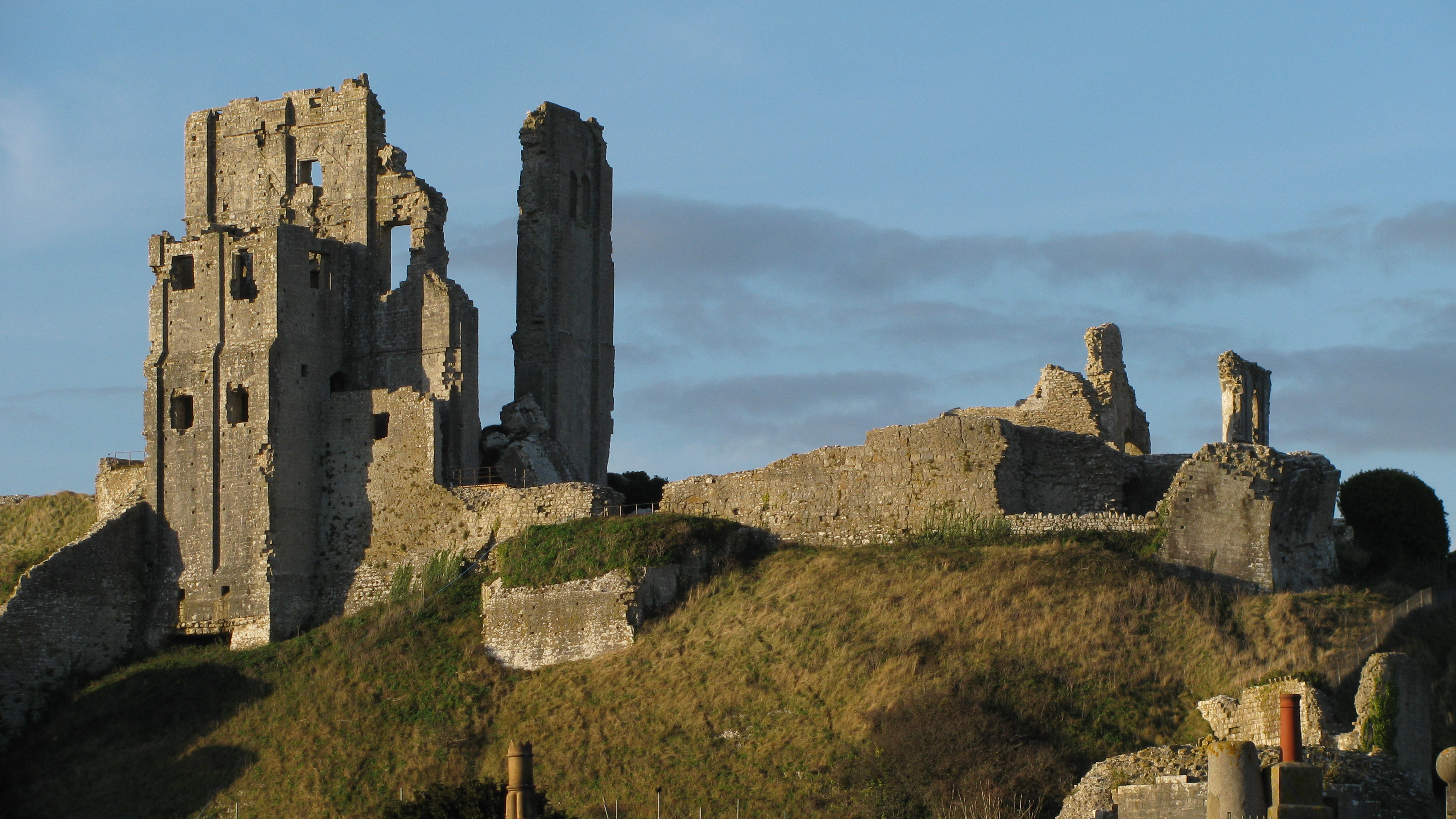
Le château de Corfe, réputé avoir inspiré le « château de Kernach », où se déroulent certaines des aventures du club des cinq.

De nombreuses séries d'Enid Blyton, dont Oui-Oui et Le Club des cinq, continuent à avoir du succès dans les années 1960. En 1962, vingt-six millions d'exemplaires de Oui-Oui ont déjà été vendus,. En 1963 cependant l'écrivain met un terme à plusieurs de ses séries de longue date. Elle publie en effet les derniers volumes du Club des cinq (Le Club des cinq en embuscade) et du Clan des sept (Le Cheval du clan des sept). En 1962, nombre de ses livres sont parmi les premiers à être publiés en format poche par Armada Books, ce qui les rend plus abordables pour les enfants.
Après 1963, les créations d'Enid Blyton se limitent généralement à des histoires courtes et à des ouvrages destinés aux très jeunes enfants, comme Un chien pour Dominique (1963), Le souterrain des trois amis (1964), Learn to Count with Noddy (Apprends à compter avec Oui-Oui) et Learn to Tell Time with Noddy (Apprends à dire l'heure avec Oui-Oui) de 1965, ainsi que Stories for Bedtime (Histoires pour le soir) et la collection Sunshine Picture Story Book de 1966. Sa santé déclinante et une baisse de son lectorat chez les enfants plus âgés ont été avancés comme la principale raison de ce changement de tendance. Elle publie le dernier volume de la série Oui-Oui (L'Aventure en avion de Oui-Oui) en février 1964. Au mois de mai de l'année suivante elle publie Mixed Bag, un recueil de chansons mises en musique par son neveu Carey. Août voit la sortie de ses derniers livres complets : The Man Who Stopped to Help et The Boy Who Came Back.

### Décès
Durant les mois qui suivent le décès de son mari, la santé d'Enid Blyton se dégrade de plus en plus. Trois mois avant sa mort elle est admise dans une maison de soins, Greenways Nursing Home, à Londres, où elle meurt le 28 novembre 1968, à l'âge de soixante-et-onze ans. Un service funèbre est célébré à l'église St James, à Piccadilly, et elle est incinérée au Golders Green Crematorium, où reposent ses cendres. Sa demeure, Green Hedges, est vendue aux enchères le 26 mai 1971 et démolie en 1973. L'emplacement est désormais occupé par des maisons et une rue baptisée Blyton Close. Une plaque commémorative bleue, déposée par l'organisme public English Heritage sur la Hook Road à Chessington, rappelle qu'elle y vécut de 1920 à 1924. En 2014, une autre plaque est inaugurée dans les jardins municipaux de Beaconsfield, où elle résida de 1938 jusqu'à sa mort en 1968, à côté de deux figurines plates en acier représentant Oui-Oui et Potiron.

### Vie privée

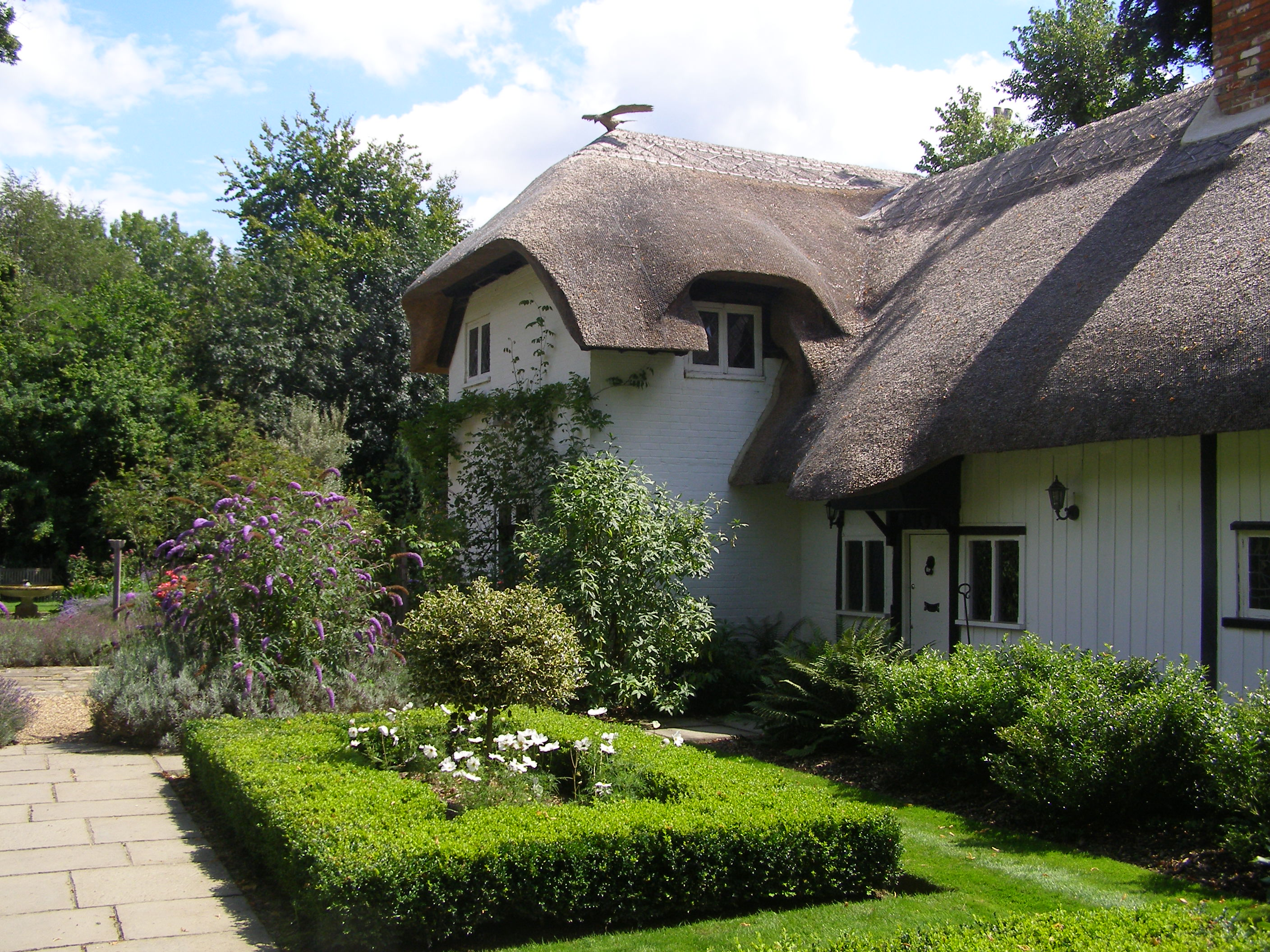
« Old Thatch » (« vieux chaume ») : résidence d'Enid Blyton entre 1929 et 1938, située près de Bourne End, dans le Buckinghamshire.

Le 28 août 1924, Enid Blyton épouse civilement à Bromley le major Hugh Alexander Pollock (1888–1971), un vétéran décoré de l'ordre du Service distingué, sans inviter sa famille. Pollock est responsable du département livres de la maison d'édition de George Newnes, qui devient l'éditeur principal d'Enid Blyton. C'est Pollock qui lui a demandé d'écrire un livre sur les animaux, intitulé The Zoo Book, qu'elle achève pendant le mois précédant leur mariage. Ils vivent d'abord dans un appartement à Chelsea avant d'emménager dans la résidence Elfin Cottage de Beckenham en 1926, puis dans la demeure Old Thatch à Bourne End (appelé Peterswood dans ses livres) en 1929,.
La première fille du couple, Gillian Mary Baverstock, naît le 15 juillet 1931. Après une fausse couche en 1934, Enid Blyton donne naissance à une seconde fille, Imogen Smallwood, le 27 octobre 1935.
En 1938, elle déménage avec sa famille dans une maison de Beaconsfield, qui est baptisée Green Hedges par ses lecteurs à la suite d'un concours organisé dans son magazine. Vers le milieu des années 1930, Pollock se retire progressivement de la vie publique et devient secrètement alcoolique. Il est possible que cela soit dû à ses rencontres en tant qu'éditeur avec Winston Churchill, au cours desquelles ils discutent de la Première Guerre mondiale, ce qui ravive le traumatisme dont Pollock a souffert pendant ce conflit et le mène au bord de la dépression nerveuse. Lorsqu'éclate la Seconde Guerre mondiale, il s'engage aux côtés de la garde nationale britannique (Home Guard). Il entame une liaison avec la jeune romancière Ida Crowe, faisant d'elle sa secrétaire pour qu'elle puisse le rejoindre dans le camp d'entraînement de la Home Guard où il est affecté, le manoir gothique de Denbies dans le Surrey, propriété de Lord Ashcombe.
Le mariage est en difficulté. D'après les mémoires d'Ida Crowe, Enid Blyton a aussi une série de liaisons de son côté, dont une relation homosexuelle avec une des nurses de ses enfants,. En 1941, elle rencontre Kenneth Fraser Darrell Waters, un chirurgien londonien avec lequel elle entame une liaison. Lorsque Pollock la découvre il menace d'entamer une procédure de divorce. Craignant que la révélation de son adultère n'entache son image auprès du public, Enid Blyton finit par se mettre d'accord avec son mari pour que ce soit elle qui demande le divorce. D'après les mémoires d'Ida Crowe, elle lui promet que s'il reconnaît son infidélité, elle lui permettra de continuer à voir ses filles. Mais, une fois le divorce prononcé, elle lui interdit d'entrer en contact avec elles, et fait en sorte qu'il ne puisse pas retrouver de travail dans l'édition. Hugh Alexander Pollock épouse Ida Crowe le 26 octobre 1943 mais finit par sombrer à nouveau dans l'alcool et se voit contraint de se déclarer en faillite en 1950.
Enid Blyton et Kenneth Darrell Waters se marient civilement dans la cité de Westminster le 20 octobre 1943. Elle fait changer le nom de famille de ses enfants en Darrell Waters et endosse publiquement son nouveau rôle de femme de médecin heureuse et dévouée. Elle découvre qu'elle est enceinte au printemps 1945 mais fait une fausse couche cinq mois plus tard, des suites d'une chute d'une échelle. Le bébé aurait été le premier enfant de Darrell Waters, et le fils que tous deux désiraient.
La santé d'Enid Blyton commence à se détériorer en 1957 : lors d'une partie de golf, elle commence à se plaindre de faiblesse et d’essoufflement. Vers 1960, elle présente des signes de démence. Son agent George Greenfield se souvient qu'il était « impensable » pour l'« écrivain pour enfants la plus célèbre et la plus populaire, dotée d'un énergie énorme et d'une mémoire d'ordinateur » de perdre la raison et de souffrir au milieu de la soixantaine de ce que l'on connaît aujourd'hui sous le nom de maladie d'Alzheimer. Sa situation est aggravée par la santé déclinante de son mari au cours des années 1960. Celui-ci souffre en effet d'une sévère arthrite du cou et des hanches, ainsi que de surdité, et il devient de plus en plus acariâtre et sénile, jusqu'à sa mort le 15 septembre 1967,.
La vie d'Enid Blyton a été portée à l'écran dans un téléfilm intitulé Le Roman d'Enid Blyton, diffusé au Royaume-Uni sur BBC Four le 16 novembre 2009. Helena Bonham Carter, qui incarne la romancière, décrit son personnage comme « un véritable bourreau de travail, une accro au succès et une femme d'affaires extrêmement habile » qui « a su créer une marque autour de son nom, et ce jusqu'à sa célèbre signature ».

### Engagement caritatif

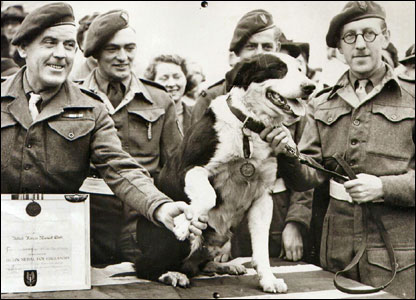
Rob, colley des Spécial Air Service recevant la Médaille Dickin (la Victoria cross des animaux). Enid Blyton a aidé l'action de Maria Dickin en faveur des animaux malades.

Enid Blyton se sent investie de la responsabilité de fournir à ses lecteurs de solides repères moraux, et de les inciter à se consacrer à de nobles causes. De son point de vue, comme elle l'exprime dans un article de 1957, les enfants devraient aider les animaux et les autres enfants plutôt que les adultes :

« Cela n'intéresse pas [les enfants] d'aider les adultes. En effet, ils pensent que ce sont les adultes eux-mêmes qui devraient répondre aux problèmes des autres adultes. Mais ils s'intéressent vivement aux animaux et aux autres enfants et ressentent de la compassion pour les garçons et les filles aveugles et pour ceux et celles qui sont atteints d'une infirmité les empêchant de marcher ou de parler,. »

Enid Blyton et les membres des clubs d'enfants dont elle assure la promotion dans ses magazines récoltent des fonds importants pour diverses organisations caritatives. D'après elle, en être membre signifie « travailler pour les autres, sans aucune rétribution ». Le plus important est le Busy Bees (« les abeilles actives ») fondé par Maria Dickin en 1934, section junior du People's Dispensary for Sick Animals qu'Enid Blyton soutient activement depuis 1933. Elle en fait connaître l'existence dans l'Enid Blyton Magazine et attire cent mille nouveaux membres en trois ans. La popularité d'Enid Blyton auprès des enfants est telle que, lorsqu'elle devient « reine des abeilles » (Queen Bee) en 1952, plus de vingt mille nouveaux membres sont recrutés durant la première année de son règne. Un club (Enid Blyton Magazine Club) est formé en 1953 à partir du magazine. Son objectif premier est de collecter des fonds pour aider les enfants atteints d'infirmité motrice cérébrale et pris en charge par un centre de la rue Cheyne Walk dans le quartier de Chelsea, afin d'y installer, entre autres équipements, un foyer.
La série du Club des cinq suscite un tel engouement que ses lecteurs demandent à l'auteur l'autorisation de former un fan club. Elle accepte à condition qu'il soit mis au service d'un objectif utile, et suggère qu'il soit consacré à la collecte de fonds pour la Shaftesbury Society Babies' Home de Beaconsfield, dont elle anime le comité de direction depuis 1948. Le club est fondé en 1952 et apporte des fonds pour l'aménagement d'une salle consacrée au Club des cinq, pour l'installation d'une pataugeoire, d'une véranda, d'un pavillon d'été et d'une aire de jeux, ainsi que pour le financement de fêtes d'anniversaire et de Noël, et de sorties aux spectacles à cette occasion. À la fin des années 1950, les clubs d'Enid Blyton comptent cinq cent mille membres, et sont parvenus à récolter trente cinq mille livres durant les six années d'existence de l'Enid Blyton Magazine.
En 1974, le Famous Five Club — le club du Club des cinq — compte deux cent vingt mille membres et croît à la vitesse de six mille nouveaux membres par an,. L'établissement de Beaconsfield qu'il avait pour but de soutenir ferme ses portes en 1967, mais le club continue à récolter des fonds pour d'autres associations venant en aide aux enfants malades. Il finance notamment l'aménagement d'un lit destiné à Enid Blyton au Great Ormond Street Hospital et d'un minibus pour les enfants handicapés de l'hôpital de Stoke Mandeville.

## Postérité

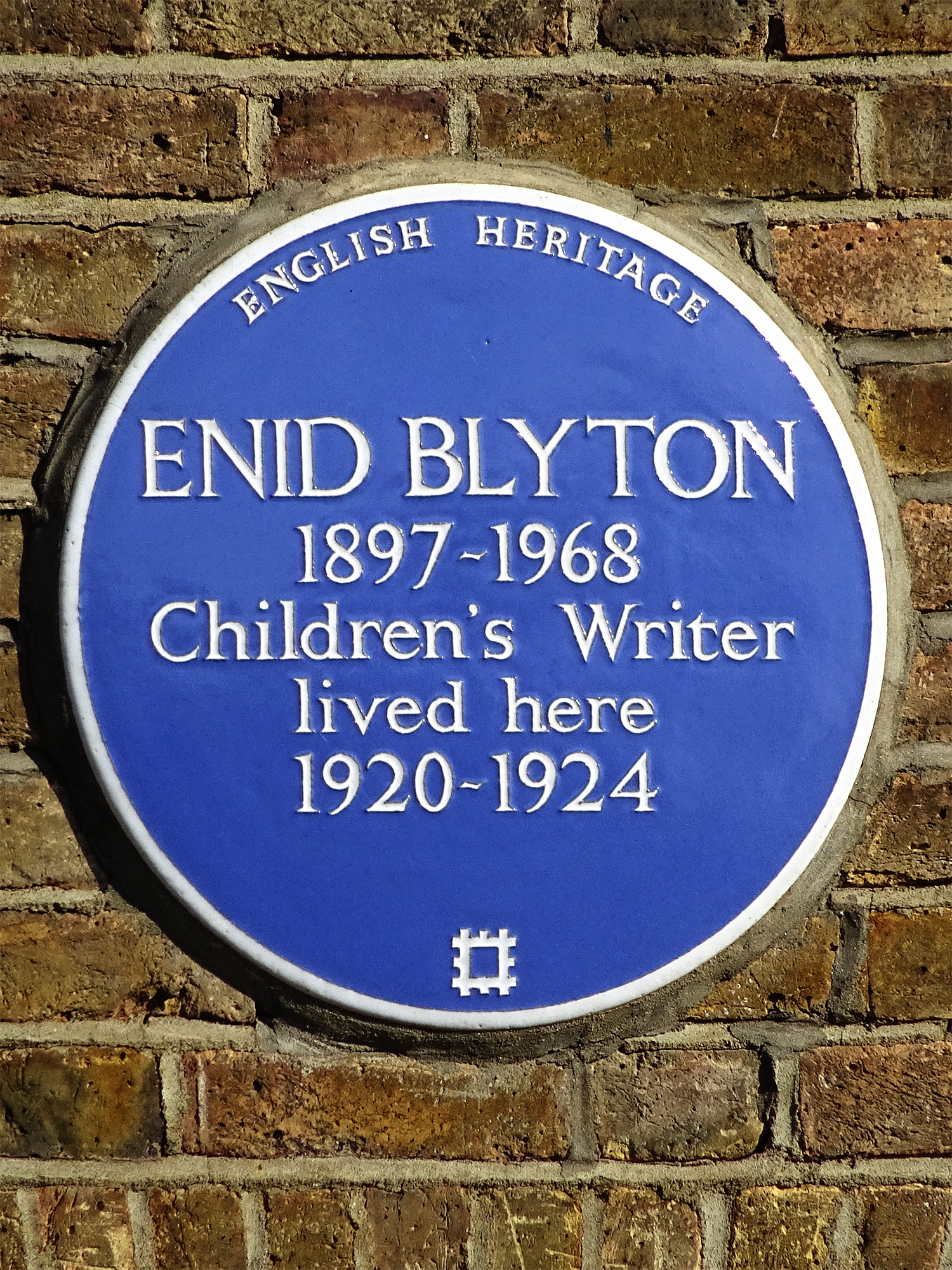
Plaque commémorative apposée sur la maison de Chessington où Blyton a vécu de 1920 à 1924.

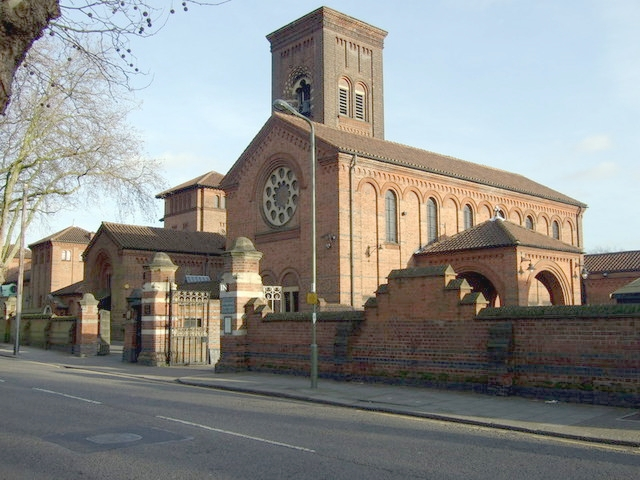
Le Golders Green Crematorium, où reposent les cendres d'Enid Blyton.

Depuis sa mort et la publication en 1989 de l'autobiographie de sa fille Imogen Smallwood, A Childhood at Green Hedges (ci-référencée plus bas), Enid Blyton est présentée comme une personne émotionnellement immature, instable et souvent malveillante. Imogen considère sa mère comme « arrogante, anxieuse, prétentieuse, très douée pour chasser de son esprit les choses difficiles ou désagréables, et dépourvue de tout instinct maternel. » « Enfant, dit-elle, je la voyais comme plutôt sévère et autoritaire. Adulte, elle me faisait pitié ». La fille aînée d'Enid Blyton, Gillian Baverstock, garde en revanche un souvenir d'elle fort différent, la décrivant comme « une mère juste et aimante, fascinante au quotidien ».
L'organisme caritatif Enid Blyton Trust for Children est mis en place en 1982, avec Imogen Smallwood comme première présidente. Cet organisme crée en 1985 la « Bibliothèque nationale de l'enfant handicapé » (National Library for the Handicapped Child). La revue Enid Blyton's Adventure Magazine démarre sa publication en 1985 et, le 14 octobre 1992, la BBC commence à publier un magazine Oui-Oui (Noddy Magazine) ; elle met en vente un CD-ROM de Oui-Oui en octobre 1996.
La première « journée Enid Blyton » (Enid Blyton Day) se tient à Rickmansworth le 6 mars 1993, et en octobre 1996 est annoncée la création d'un prix, « The Enid », pour récompenser ceux qui se sont distingués par leur action exceptionnelle en faveur de l'enfance. L'association Enid Blyton Society est fondée début 1995, afin de réunir les collectionneurs et admirateurs d'Enid Blyton autour de son périodique triannuel Enid Blyton Society Journal, de sa journée annuelle en l'honneur d'Enid Blyton, et de son site Internet. Le 16 décembre 1996, Channel 4 diffuse un documentaire consacré à Enid Blyton dans la série Secret Lives (« vies secrètes »). À l'occasion de son centenaire en 1997, des expositions se tiennent au London Toy & Model Museum (qui a fermé depuis), au Hereford and Worcester County Museum ainsi qu'à la Bromley Library. Le 9 septembre, le service des Postes Royal Mail émet des timbres commémorant ce centenaire.
Trocadero Plc, entreprise de divertissement et de vente au détail domiciliée à Londres, acquiert en 1955 l'entreprise d'Enid Blyton, Darrell Waters Ltd, pour la somme de 14,6 millions de livres et crée une filiale, Enid Blyton Ltd, pour gérer les droits de propriété intellectuelle sur ses œuvres,. Le groupe change son nom en Chorion en 1998, mais vend ses actifs en 2012 à la suite de difficultés financières. Hachette UK achète à Chorion les droits sur les œuvres d'Enid Blyton, dont ceux relatifs à la série Le Club des cinq, mais à l'exclusion des droits sur Oui-Oui, qui sont cédés en 2012 à DreamWorks Classics (anciennement Classic Media, devenue une filiale de DreamWorks Animation).
Sophie Smallwood, petite fille d'Enid Blyton, écrit un nouveau Oui-Oui pour célébrer le soixantième anniversaire de ce personnage, quarante-six ans après la parution du dernier. Intitulé Noddy and the Farmyard Muddle (Oui-Oui et le Désordre à la ferme) et publié en 2009, il est illustré par Robert Tyndall. En février 2011, le manuscrit d'un roman jusque-là inconnu, Mr Tumpy's Caravan, est découvert par l'archiviste de Seven Stories, centre national consacré aux livres pour enfants, dans une collection de documents appartenant à Gillian Baverstock, acquise par Seven Stories en 2010 à la suite de la mort de cette dernière,. On suppose d'abord qu'il s'agit d'une version d'un album de bandes dessinées du même nom publié en 1949, mais il semble ne pas y avoir de lien entre les deux. Tony Summerfield, de l'Enid Blyton Society, pense qu'il s'agit d'une œuvre écrite dans les années 1930 et refusée par un éditeur,.

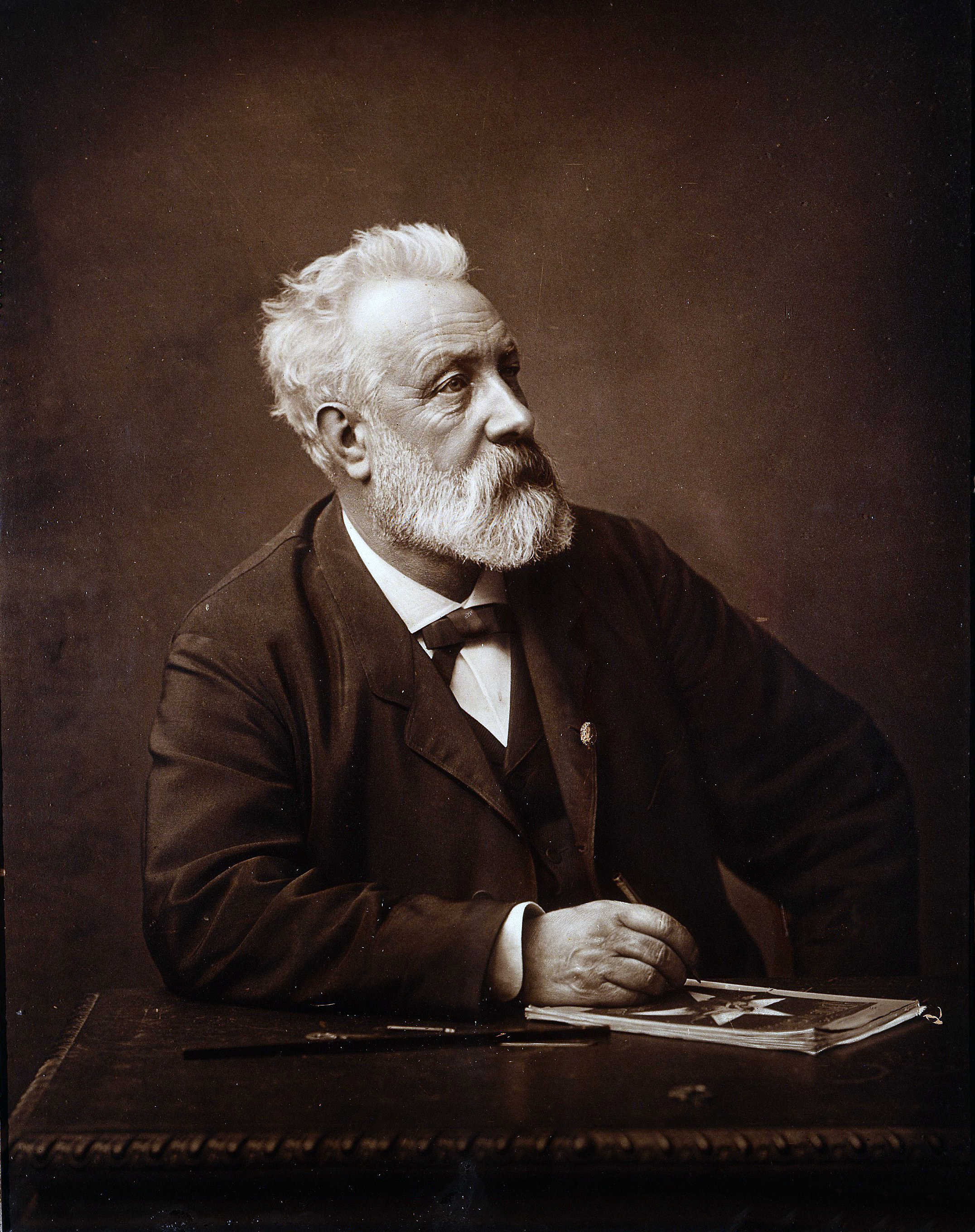
Enid Blyton est le quatrième auteur le plus traduit derrière Agatha Christie, Jules Verne (photo) et William Shakespeare.

Une étude réalisée en 1982 auprès de dix mille enfants de onze ans révèle qu'Enid Blyton est l'auteur le plus populaire dans cette tranche d'âge. C'est le quatrième auteur le plus traduit au monde, derrière Agatha Christie, Jules Verne et William Shakespeare. Elle fait partie des dix auteurs les plus vendus de la décennie, avec presque huit millions d'exemplaires écoulés (pour une valeur de 31,2 millions de livres) dans le seul Royaume-Uni. En 2003, L'Arbre qui batifole est classé à la soixante-sixième place du palmarès The Big Read de la BBC. Un sondage organisé en 2008 dans le cadre du prix Costa désigne Blyton comme l'auteur le plus apprécié au Royaume-Uni,. Ses livres continuent à être très populaires auprès des enfants, dans des nations du Commonwealth telles que l'Inde, le Pakistan, le Sri Lanka, Singapour, Malte, la Nouvelle-Zélande et l'Australie, ainsi que dans le reste du monde. Ils rencontrent aussi un franc succès en Chine, où ils sont connus de « toutes les générations ». En mars 2014, l'entreprise Chorion et l'éditeur chinois Foreign Language Teaching and Research Press négocient un accord en vue de la diffusion d'une série de dessins animés de Oui-Oui à la télévision chinoise,. Chorion dépense environ dix millions de livres pour numériser Oui-Oui, et, en 2002, a déjà conclu des accords de diffusion télévisuelle avec au moins onze pays dans le monde.
Au nombre des romanciers influencés par Enid Blyton figure l'auteur de romans policiers Denise Danks. Sa détective Georgina Powers est inspirée du personnage de Claudine de la série du Club des cinq. A Step off the Path de Peter Hunt (1985) est aussi influencé par le Club des cinq, et les séries Les Jumelles et Malory School ont respectivement servi de source d'inspiration pour À nous deux (1996) de Jacqueline Wilson et la trilogie Egerton Hall (1990–92) d'Adèle Geras.

## Œuvre

### Manuscrits

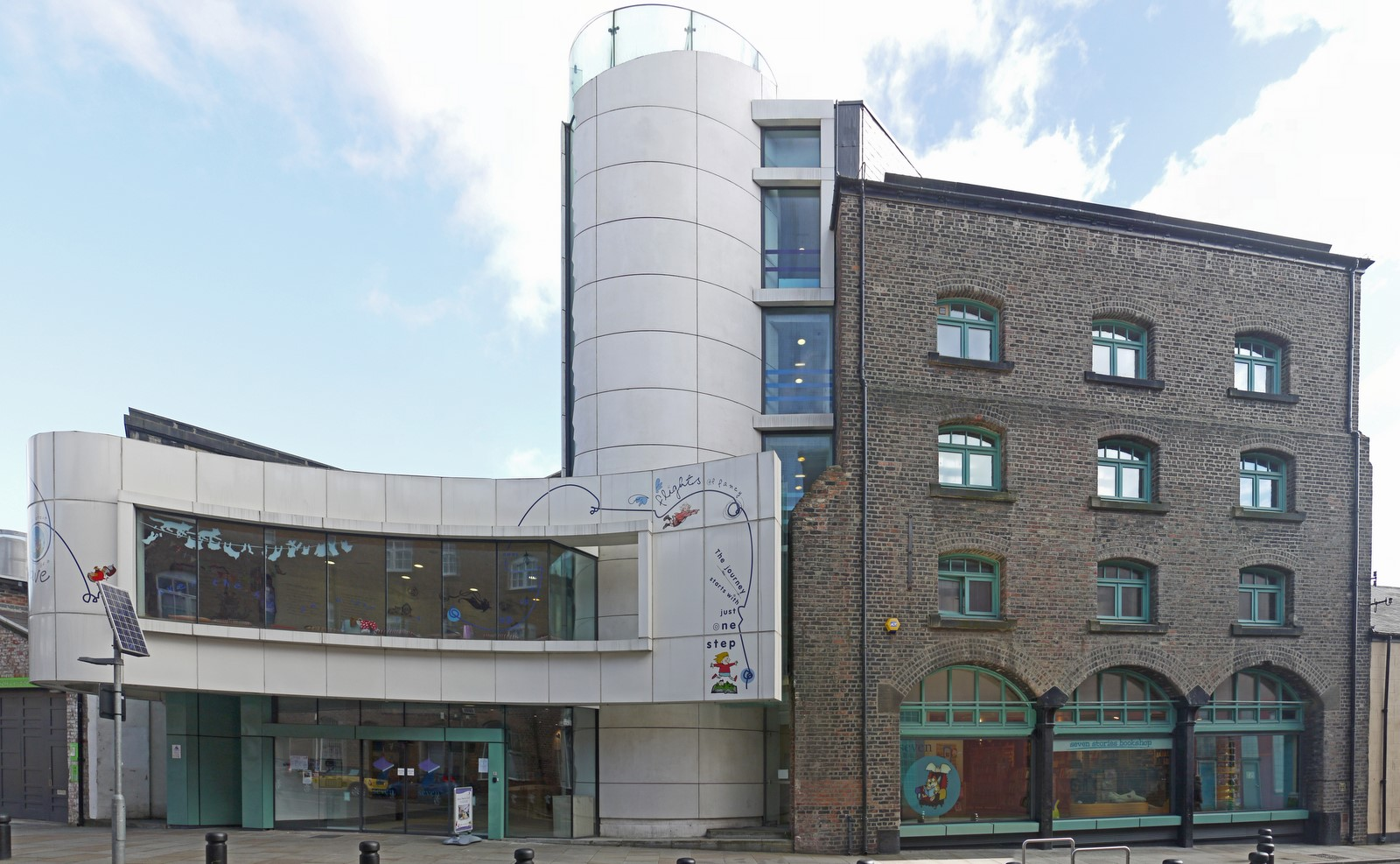
Le centre Seven Stories, à Newcastle upon Tyne.

Seven Stories, centre national consacré aux livres pour enfants situé à Newcastle upon Tyne, détient la plus grande collection publique de documents et tapuscrits d'Enid Blyton. Cette collection comprend notamment le tapuscrit du roman non publié Mr Tumpy's Caravan, ainsi que des documents personnels.
L'achat de ces biens en 2010 est rendu possible grâce à un financement spécial de l'Heritage Lottery Fund, du MLA/V&A Purchase Grant Fund, ainsi que par deux donations privées.

### Technique et style d'écriture
Enid Blyton explore un large éventail de genres littéraires, allant des contes de fées aux récits concernant le cirque en passant par les histoires d'animaux, les histoires policières et mystérieuses, mais il lui arrive souvent de « gommer les frontières » dans ses livres et de réunir une variété de genres, même dans ses histoires courtes. Dans un article publié en 1958 dans The Author, elle écrit qu'il existe « au moins une douzaine de types différents d'histoires pour enfants », et qu'elle les a tous essayés, mais ses préférés restent ceux qui sont centrés sur une famille.
Dans une lettre adressée au psychologue Peter McKellar, elle décrit sa technique d'écriture :

« Je ferme les yeux pendant quelques minutes, ma machine à écrire portative sur les genoux – je me vide l'esprit et j'attends – puis, aussi distinctement que si c'étaient de vrais enfants, je vois mes personnages, debout devant moi, dans mon imagination […] La première phrase jaillit alors dans mon esprit, je n'ai pas besoin d'y penser – je n'ai pas besoin de penser à quoi que ce soit,. »

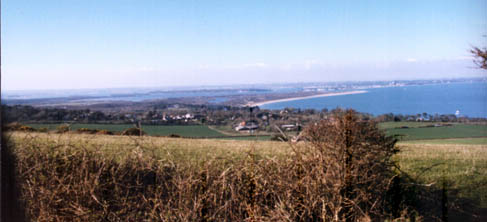
La baie de Studland, lieu où elle prenait ses vacances et jouait au golf.

Dans une autre lettre adressée à McKellar elle explique comment, en seulement cinq jours, elle a écrit les soixante-mille mots qui constituent le livre Arthur et Compagnie sur la rivière noire (The River of Adventure), huitième de la série Arthur et Compagnie, en écoutant ce qu'elle nomme son « sous-esprit » (« under-mind »), qu'elle oppose à son « esprit conscient de surface ». Elle se refuse à effectuer toute recherche ou à établir une quelconque planification avant de commencer à travailler. Sa vie est plutôt monotone, celle d'une ménagère de banlieue typique, jardinant et jouant au golf ou au bridge : elle quitte rarement l'Angleterre, préférant prendre ses vacances sur la côte, presque toujours dans le Dorset, où elle et son mari ont repris en 1951 le bail d'un parcours de golf à dix-huit trous situé sur la baie de Studland. Selon Robert Druce, sa méthode d'écriture et son manque d'ouverture sur le monde risquent de la conduire à plagier inconsciemment les livres qu'elle a lus — voire à imiter ses propres ouvrages — ce qui s'est sans doute produit. Gillian Baverstock rapporte que sa mère « ne savait jamais d'où venaient ses histoires » mais indiquait qu'elles « provenaient de son imagination », à l'instar des œuvres de Wordsworth et de Dickens. Enid Blyton pense que son « imagination » (« mind's eye ») « est constituée de toutes les expériences qu'elle a vécues, de tout ce qu'elle a vu, entendu ou lu, dont une grande partie a depuis longtemps disparu de sa mémoire consciente », mais ne sait jamais quelle direction ses histoires vont prendre. De plus, explique-t-elle dans son autobiographie : « Si j'essayais d'élaborer ou d'inventer le livre en entier, je n'y arriverais pas. D'abord, cela m'ennuierait, et, de plus, il lui manquerait la « verve », les détails extraordinaires et les idées surprenantes qui fusent de mon imagination ».

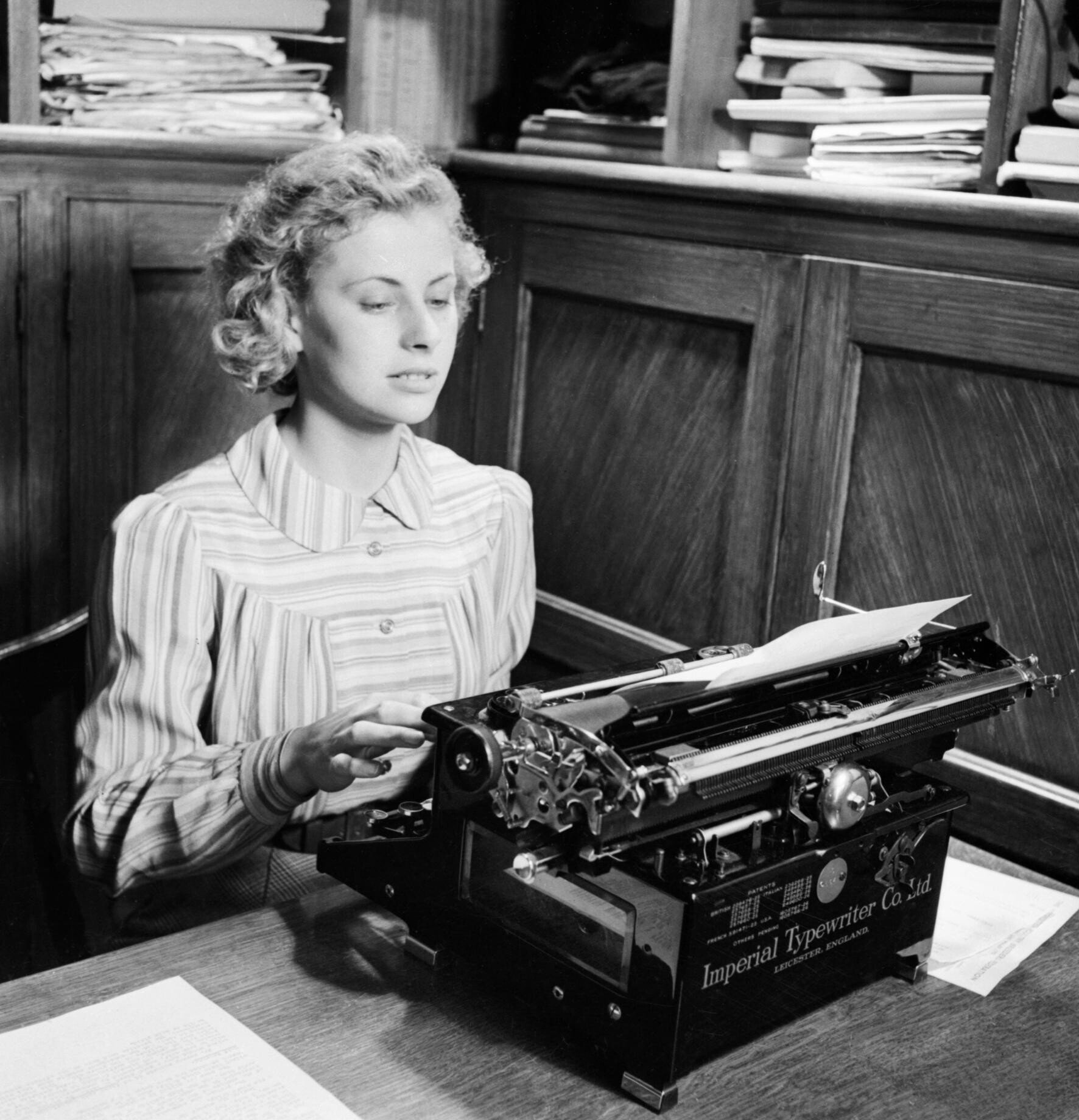
Dactylo en 1942, Enid Blyton tapait ses livres sur une machine à écrire (ici utilisée par Iris Joyce).

La routine quotidienne d'Enid Blyton varie peu au fil des années. Elle commence généralement à écrire peu après le petit-déjeuner, avec sa machine à écrire portative sur les genoux et son châle marocain rouge favori près d'elle ; elle pense que la couleur rouge agit sur elle comme un « stimulus mental ». S'interrompant uniquement pour une courte pause-déjeuner, elle continue jusqu'à cinq heures, heure à laquelle elle a déjà écrit entre six et dix mille mots.
Un article du Malay Mail publié en 2000, considère que les enfants d'Enid Blyton ont « vécu dans un monde marqué par les réalités de l'austérité de l'après-guerre », jouissant de leur liberté sans le politiquement correct d'aujourd'hui, ce qui offre une forme d'évasion aux lecteurs actuels de ses romans. Brandon Robshaw, du journal The Independent, décrit l'univers blytonien comme « débordant de couleur et de personnalité », « autonome et doté d'une cohérence interne ». Il remarque qu'Enid Blyton éprouve une forte défiance à l'égard des adultes et autres titulaires de l'autorité, et qu'elle crée un monde dans lequel ce sont les enfants qui ont le pouvoir. Gillian Baverstock note à propos des aventures policières d'écoliers écrites par sa mère et destinées à ses lecteurs les plus âgés : « ce qui accroche, c'est leur intrigue forte et leurs nombreux cliffhangers, technique qu'elle a acquise par ses années passées à écrire des histoires en série pour des magazines pour enfants. Il y a toujours un solide cadre moral et la bravoure et la loyauté finissent toujours par être récompensées ». Enid Blyton elle-même constate : « mon amour des enfants constitue le fondement même de toute mon œuvre ».
Victor Watson, directeur adjoint de la recherche à l'Homerton College de l'université de Cambridge, estime que les œuvres d'Enid Blyton sont révélatrices d'un « désir et d'un potentiel fondamentaux liés à l'enfance », et remarque que les première pages de Arthur et Compagnie et l'Hélicoptère (The Mountain of Adventure) exposent un « idéal de l'enfance extrêmement attrayant ». Il juge que l'œuvre d'Enid Blyton se distingue par son approche de celle de nombreux autres auteurs. Il décrit par exemple la narration de la série Le Club des cinq en ces termes : « telle un puissant projecteur, elle vise à éclairer, expliquer, démystifier. Elle embarque ses lecteurs dans une aventure rocambolesque de laquelle l'obscurité est toujours chassée ; tout ce qui est étrange, arbitraire ou évocateur est soit écarté soit expliqué ». De plus, Watson note que les descriptions visuelles sont souvent minimalistes et que l'auteur emploie fréquemment des expressions sans signification précise, comme « brillant d'une lueur enchantée » (« gleamed enchantingly »), ce qui stimule l'imagination de ses jeunes lecteurs.
À partir des années 1950 commencent à circuler des rumeurs selon lesquelles la romancière ne serait pas l'auteur de tous les livres qui lui sont attribués, accusation qui la touche considérablement. Elle publie un appel dans son magazine, demandant aux enfants de lui faire savoir s'ils ont entendu parler de ces rumeurs, et après qu'une mère lui a rapporté avoir entendu un jeune bibliothécaire répéter l'allégation lors d'une réunion à l'école de sa fille, elle décide en 1955 d'entamer des poursuites judiciaires. Le bibliothécaire est finalement contraint de présenter des excuses en séance publique au début de l'année suivante, mais cela ne met pas fin aux supputations selon lesquelles elle serait à la tête d'« une « compagnie » de nègres », car une partie du public a peine à croire qu'une femme travaillant seule puisse accomplir un travail aussi imposant.

### Critiques
Les intrigues et décors d'Enid Blyton ont été décrits comme peu variés et inlassablement recyclés. En réponse aux déclarations selon lesquelles ses positions morales sont « invariablement prévisibles », elle observe : « la plupart d'entre vous pourraient coucher sur papier de façon parfaitement correcte toutes les choses auxquelles je crois et que je défends — vous les avez trouvées dans mes livres, et les livres d'un écrivain sont toujours un reflet fidèle de lui-même ». Nombre de ses ouvrages ont été sévèrement critiqués par des enseignants et bibliothécaires, qui les ont jugés indignes d'être lus par les enfants et les ont retirés des programmes d'enseignement comme des bibliothèques publiques.

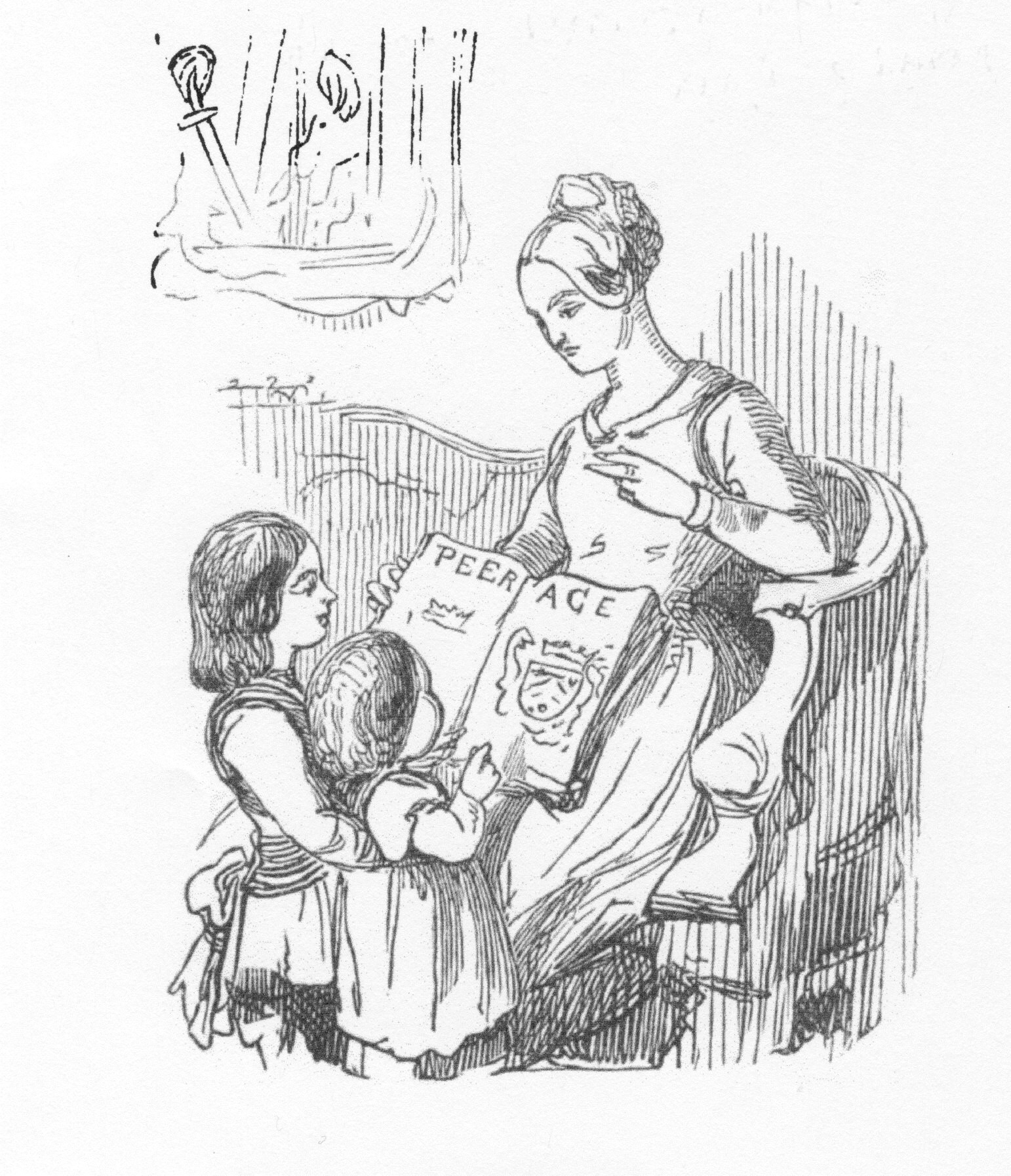
Gravure de Thackeray dans Le Livre des snobs (1848).
Enid Blyton a été accusée de favoriser le snobisme.

Des années 1930 aux années 1950, la BBC interdit de facto les adaptations radiophoniques des livres d'Enid Blyton, la considérant comme une écrivaine « de seconde zone »,,, dont les œuvres sont dépourvues de valeur littéraire. Margery Fisher, critique spécialisée dans la littérature de jeunesse, les compare à un « poison lent », et Jean E. Sutcliffe, du service de la BBC chargé des programmes destinés aux écoles, décrit l'aptitude de leur auteur à produire du « contenu médiocre », notant que « sa capacité à le faire relève du génie […] toute autre personne serait morte d'ennui depuis longtemps ». Michael Rosen, titulaire de la distinction de Children's Laureate de 2007 à 2009, écrit : « Il m'arrive de tressaillir face aux élans de snobisme que je découvre de temps en temps, et en constatant le niveau de privilège dont jouissent les familles et les enfants dans ces livres. ». Dans une émission de BBC Radio 4 de novembre 2008, l'auteur pour enfants Anne Fine dresse un aperçu des préoccupations suscitées par l'œuvre d'Enid Blyton et de leurs réponses : elle constate un « dégoulinement de désapprobation ». De son vivant, l'intéressée rétorquait que l'avis de toute personne âgée de plus de douze ans ne l'intéressait pas et que la moitié des attaques dirigées contre son œuvre était motivée par la jalousie, le reste provenant d'« idiots qui ne savent pas de quoi ils parlent parce qu'ils n'ont jamais lu aucun de [ses] livres ».
Bien que ses œuvres aient été bannies de plus de bibliothèques publiques que celles d'aucun autre auteur, rien ne prouve que sa popularité en ait jamais souffert, car elle reste très lue. Critiquée dans les années 1950 pour le volume d'écrits qu'elle produit, elle tire astucieusement profit du fait d'être vue comme une alternative anglaise, plus « savoureuse », à Disney et aux comics, perçus par ses contemporains comme une invasion de la culture américaine.

#### Simplisme
Enid Blyton, dans un souci pédagogique hérité de son passé d'enseignante, use d'une langue délibérément simple. Ce choix a été tourné en dérision par certains critiques, qui le jugent incompatible avec toute réelle qualité littéraire. Dans un article cinglant publié en 1958 dans Encounter, Colin Welch fait remarquer qu'« on voit difficilement comment une cure de Miss Blyton pourrait être utile dans le cadre du certificat d'études ou même d'une licence d'anglais à Cambridge », mais réserve sa critique la plus sévère à Oui-Oui, « poupée anormalement prude […] moralisatrice […] stupide, dénuée d'humour, pleurnicheuse, mesquine,. »
L'écrivain Nicholas Tucker observe qu'il est courant pour les jeunes de citer Enid Blyton comme leur auteur préféré, et pour les personnes plus âgées, comme la moins appréciée : il juge que ses livres créent « un monde conditionné pour les jeunes lecteurs qui se dissout simplement avec l'âge en ne laissant derrière lui que des souvenirs d'exaltation et de forte identification ». Fred Inglis considère ces livres comme faciles à lire non seulement d'un point de vue technique, mais aussi sur le plan « émotionnel et cognitif ». Il mentionne le psychologue Michael Woods, qui pense qu'Enid Blyton se démarque de nombreux autres auteurs pour enfants plus anciens en cela qu'elle semble présenter à ses lecteurs un monde différent de la réalité sans se poser de questions. Woods émet l'hypothèse qu'elle « est un enfant, pense comme un enfant, et écrit comme un enfant […] le sentiment de base est essentiellement pré-adolescent […] Enid Blyton n'a pas de dilemmes moraux […]. La rumeur a forcément couru qu'elle détestait les enfants. Si ce fait est avéré, il ne devrait point nous surprendre, car étant elle-même une enfant, les autres enfants ne peuvent être que des rivaux. » Inglis affirme cependant qu'il y avait en elle une certaine dévotion à l'égard des enfants et qu'elle mettait beaucoup d'énergie et de conviction à « la représentation des schémas moraux rudimentaires et des rêveries tapageuses de son lectorat ». Sa fille Imogen Smallwood affirme qu'elle « adorait entretenir une relation avec les enfants à travers ses livres », mais que les vrais enfants sont une intrusion, et qu'il n'y a pas de place pour les intrus dans le monde dans lequel Enid Blyton vit au travers de son écriture.

#### Racisme, xénophobie et sexisme
Lena Jeger est la première à accuser l'œuvre d'Enid Blyton de racisme dans un article publié en 1966 par le Guardian. Sa critique porte essentiellement sur The Little Black Doll (La Petite Poupée noire), publié quelques mois plus tôt. Sambo est détestée par son propriétaire et par les autres jouets en raison de son « hideux visage noir » ; elle prend la fuite et essuie une averse qui lui débarbouille la figure : du coup, son visage rosi lui vaut un bon accueil à son retour. Les livres de Oui-Oui, avec leurs enfants blonds et leurs golliwogs noirs, sont également considérés comme « profondément racistes » par Jamaica Kincaid. Le roman Arthur et Compagnie et l'Île aux mouettes de 1944 met en scène un domestique noir nommé Jo-Jo, très intelligent, mais particulièrement cruel envers les enfants.
Des accusations de xénophobie ont aussi été portées à son encontre. Comme l'observe George Greenfield, « Enid fait vraiment partie de cette classe moyenne de l'entre-deux-guerres qui voit les étrangers comme indignes de confiance ou bizarres, ou parfois les deux ». L'éditeur Macmillan procède à une évaluation interne de The Mystery That Never Was qui lui est proposé au sommet de la popularité d'Enid Blyton en 1960. L'examen est effectué par la poétesse et éditrice Phyllis Hartnoll, pour qui « l'attitude de l'auteur à l'égard des voleurs est empreinte d'une touche, légère mais déplaisante, de xénophobie d'un autre temps. Ce sont des « étrangers » […], ce qui suffit, semble-t-il, à en faire des délinquants ». Macmillan refuse le manuscrit, qui est cependant publié par William Collins en 1961, et réédité en 1965 et 1983.
La manière dont Enid Blyton décrit les filles et les garçons est considérée comme sexiste par de nombreux critiques, dont Bob Dixon et Margery Fisher,. Dans un article du Guardian publié en 2005, Lucy Mangan avance l'idée que Le Club des cinq décrit une lutte de pouvoir entre François, Mick et Claude (Claudine), dans laquelle les personnages féminins, ou bien se comportent comme des garçons, ou bien sont l'objet de propos condescendants. Comme exemple, elle cite la réprimande adressée par Mick à Claude (Claudine) : « il serait vraiment temps que tu cesses de croire que tu as autant de valeur qu'un garçon ». Selon Magnús Björgvin Gumundsson, plusieurs textes d'Enid Blyton ont été modifiés par ses éditeurs à l'occasion de rééditions en éliminant les éventuelles touches de racisme ou de sexisme.

#### Modifications apportées aux éditions ultérieures
En réponse aux critiques formulées à l'encontre de l'œuvre d'Enid Blyton, certaines éditions ultérieures ont été remaniées pour tenir compte de l'évolution des esprits autour de sujets comme le racisme, les rapports entre hommes et femmes, ou l'éducation des enfants. Les rééditions plus récentes de la série Oui-Oui voient par exemple les golliwogs remplacés par des ours en peluche ou des gobelins. Les golliwogs qui volent la voiture de Oui-Oui et le jettent tout nu dans les bois dans Oui-Oui veut faire fortune (Here Comes Noddy Again) sont remplacés par des gobelins dans l'édition de 1986, qui se contentent de le dépouiller de ses chaussures et de son chapeau, et reviennent s'excuser à la fin de l'histoire.
Dans la série The Faraway Tree, le personnage de Dame Slap, adepte des châtiments corporels, est rebaptisée Dame Snap et ne frappe plus les enfants. Dans la même série, les noms des personnages de Dick et Fanny sont changés en Rick et Frannie. Les personnages des séries Malory School et Les Jumelles ne reçoivent plus et ne sont plus menacés de fessées, mais sont simplement grondés. Les éditions révisées du Club des cinq en randonnée sont expurgées de l'idée que les cheveux courts de Claude la font ressembler à un garçon, reflétant ainsi la conception selon laquelle les filles n'ont pas besoin d'avoir les cheveux longs pour être considérées comme féminines ou normales.
En 2010, Hodder, l'éditeur de la série Le Club des cinq, annonce son intention de remettre au goût du jour la langue utilisée dans ces livres, dont il vend un demi-million d'exemplaires chaque année. Les changements, qu'Hodder qualifie de « subtils », affectent principalement les dialogues plutôt que la narration. Par exemple, « school tunic » devient « uniform », « mother and father » (« mère et père ») devient « mum and dad » (« maman et papa »), « bathing » (« baignade ») est remplacé par « swimming » (« nage »), et « jersey » (« chandail ») par « jumper » (« pull »). Vus par l'éditeur comme nécessaires pour inciter les enfants d'aujourd'hui à lire ces livres, ces changements ont été critiqués, notamment par l'Enid Blyton Society, qui les considère comme inutiles et condescendants à l'égard des lecteurs. En 2021, les éditeurs français et anglais font le constat que ces nouvelles versions « politiquement correctes » et de « simplification de la langue » n'ont pas fonctionné et qu'elles se vendent mal.

### Produits dérivés

Enid Blyton a négocié des droits avec des fabricants de puzzles.

Enid Blyton met à profit son succès commercial en tant qu'auteur en négociant des accords avec des fabricants de puzzles et de jeux à partir de la fin années 1940. Au début des années 1960, cent quarante-six entreprises différentes fabriquent des produits dérivés du seul personnage de Oui-Oui. En 1948, Bestime met sur le marché quatre puzzles à l'effigie de ses personnages. Cette année-là voit également l'apparition du premier jeu de société signé Enid Blyton, Journey Through Fairyland, créé par British Games Ltd. Le premier jeu de cartes, Faraway Tree, est lancé par Pepys en 1950. En 1954, Bestime sort les quatre premiers puzzles du Clan des sept, suivis d'un jeu de cartes qui est produit l'année suivante.
Bestime sort les jeux Little Noddy Car Game et Little Noddy Leap Frog Game respectivement en 1953 et 1955. En 1956, le fabricant américain Parker lance Little Noddy's Taxi Game, un jeu de plateau dans lequel Oui-Oui conduit divers personnages à travers la ville. Bestime commercialise une série de puzzles en contreplaqué à l'effigie de Oui-Oui à partir de 1953, et une série de puzzles Oui-Oui sous forme de cartes, dessinés par Robert Lee, paraît à partir de 1963. Arrow Games devient le principal fabricant de puzzles Oui-Oui à la fin des années 1970 et au début des années 1980. Whitman fabrique quatre nouveaux puzzles du Clan des sept en 1975, et deux nouveaux puzzles dédiés à Malory School deux ans plus tard. Cette même entreprise lance en 1979 un jeu de société consacré au Club des cinq, intitulé Famous Five Kirrin Island Treasure. Stephen Thraves écrit huit livres-jeux d'aventure du Club des cinq, publiés par Hodder & Stoughton dans les années 1980. Le premier opus de la série, The Wreckers' Tower Game, est publié en octobre 1984.

### Adaptations et parodies

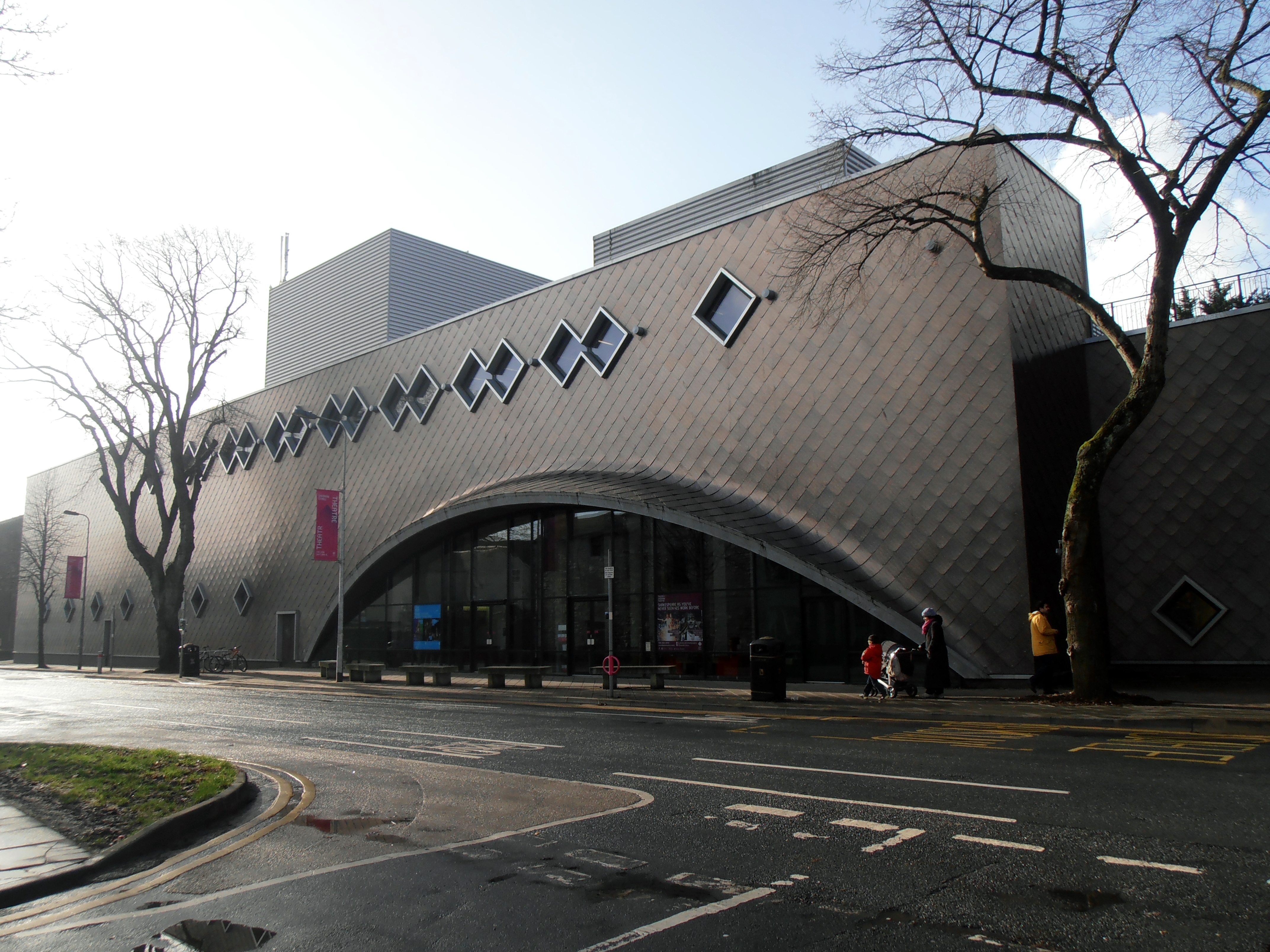
Le Sherman Theatre de Cardiff, en 2014.

En 1954, Enid Blyton adapte Oui-Oui pour la scène. Le spectacle Noddy in Toyland (Oui-Oui au pays des jouets) est écrit en seulement deux ou trois semaines. La représentation a lieu à Noël au Stoll Theatre, situé sur Kingsway, à Londres, et qui compte 2660 sièges. Le succès de ce spectacle lui permet de continuer à être produit chaque année à Noël pendant cinq ou six ans. Enid Blyton, enchantée de l'accueil réservé à ce spectacle par les jeunes spectateurs, assiste aux représentations trois à quatre fois par semaine. Oui-Oui a fait l'objet de plusieurs adaptations à la télévision depuis 1954, dont une dans les années 1970 narrée par l'acteur britannique Richard Briers. Une pièce de théâtre adaptée du Club des cinq est produite en 1955. En janvier 1997, la comédie musicale The Famous Five (Le Club des cinq), produite par le King's Head Theatre de Londres, part pour une tournée de six mois à travers le Royaume-Uni, à l'occasion du centenaire d'Enid Blyton. Un autre spectacle, intitulé The Secret Seven Save the World (Le Clan des sept sauve le monde) est représenté pour la première fois le 21 novembre 1998 au Sherman Theatre à Cardiff.
Le Club des cinq a également fait l'objet de plusieurs adaptations au cinéma et à la télévision : par la Children's Film Foundation en 1957 et 1964, Southern Television en 1978–79, et Zenith Productions en 1995–97. La série a également donné naissance au film allemand Fünf Freunde, réalisé par Mike Marzuk et sorti en 2011.
The Comic Strip, troupe de comiques britanniques, produit deux parodies du Club des cinq pour la chaîne de télévision Channel 4 : Five Go Mad in Dorset (Les cinq deviennent fous dans le Dorset), diffusé en 1982, et Five Go Mad on Mescalin (Les cinq se shootent à la mescaline), qui passe à l'antenne l'année suivante. Un troisième opus de cette série, Five Go to Rehab (Les Cinq en cure de désintox), est diffusé sur la chaîne Sky en 2012.

En octobre 2014 est annoncée la signature d'un accord avec l'éditeur Hachette en vue de l'adaptation de la série The Faraway Tree en un film en prises de vues réelles, produit par la maison de production du réalisateur Sam Mendes. Selon Marlene Johnson, responsable de la littérature jeunesse chez Hachette, « Enid Blyton est une ardente défenseur des histoires pour enfants, et L'Arbre qui batifole constitue un magnifique exemple de son imagination créatrice ».